# Кайроки
„Кайроки“ (на английски: Cairokee) е египетска рок група, която пее на арабски с египетски диалект. Групата официално стартира през 2003 г. и се състои от петима членове: Амир Ейд (вокали и китара), Шериф Хавари (китара и вокал), Тамер Хашем (барабани), Адам Алфи (бас китара) и Шериф Мостафа (орган). Групата постига голям успех от началото на египетската революция на 25 януари, по-специално след песента Voice of Freedom, която египетската младеж смята за „песента на революцията“ или „песента на свободата“, защото е изпълнена един ден преди Мохамед Хосни Мубарак да се оттегля. Това, което също отличава Sound of Freedom, е, че е заснет на площад „Тахрир“ и революционерите се появяват в него, скандиращи думите на песента, което придава достоверност на песента и предполага, че е направена от самите революционери.
Преди формирането на групата членовете ѝ са приятели, които са запалени по музиката. По време на формирането на групата Амир Ейд започва да пее и свири на китара, а Шериф ел Хавари започва да свири на електрическа китара, след което останалите се присъединяват към тях. Започват да пеят на английски под името The Black Star (Шериф ел Хавари избира това име), след това променят името на Cairokee Band (пак Шериф ел Хавари избира това име) и пеят на майчиния си език. Името Cairokee е комбинация от двете думи Кайро и караоке. Песните им постигат голям успех, тъй като египетските младежи успяват да намерят себе си в тях, защото са по-близо до тяхната реалност и мислене от други песни. Този успех оказва голямо влияние върху египетската певческа сцена, защото те подчертават различен тип арабско пеене, което вдъхновява други артисти да пеят този тип песни. Първият албум, издаден от групата, е Wanted Leader през 2011 г. Една от най-известните ѝ песни е Sawt Al-Hurriya, в допълнение към Wanted Leader и My Dream Is.
През 2012 г. албумът While I am sitting with yourself постига неочакван успех, превръщайки се в един от най-продаваните албуми в Египет.

## Състав
- Амир Ид (Amir Eid) – вокал, китара.
- Шериф Хавари (Sherif El Hawary) – соло китара.
- Хашем (Tamer Hashem) – ударни.
- Шериф Мостафа (Sherif Mostafa) – клавишни, бек вокал.
- Адам Эль-Альфи (Adam el-Alfy) – бас китара.